# Wartość skuteczna
Wartość skuteczna, RMS (od ang. root mean square, średnia kwadratowa) – statystyczna miara sygnału okresowo zmiennego (najczęściej dotyczy wielkości elektrycznych prądu i napięcia).
Wartość skuteczna prądu przemiennego jest taką wartością prądu stałego, która w ciągu czasu równemu okresowi prądu przemiennego spowoduje ten sam efekt cieplny, co dany sygnał prądu przemiennego (zmiennego).
Moc prądu stałego o wartości {\displaystyle I} wydzielana na oporniku o rezystancji {\displaystyle R{:}}
(1) {\displaystyle P=I^{2}R.}
Tym samym energia wydzielona w ciągu okresu przez prąd stały:
(2) {\displaystyle E=PT=I^{2}RT}
przy czym {\displaystyle T} jest długością okresu.
Moc chwilowa prądu przemiennego wynosi:
(3) {\displaystyle p=ui=i^{2}R=I^{2}(t)R.}
Energia w ciągu okresu {\displaystyle T{:}}
(4) {\displaystyle E=\int \limits _{t_{0}}^{t_{0}+T}{i^{2}(t)}R\;dt.}
Szukana jest taka wartość prądu stałego, która wydzieliłaby tę samą energię, co prąd przemienny. Tym samym prawe strony równań (2) i (4) powinny być równe:
(5) {\displaystyle I^{2}RT=\int \limits _{t_{0}}^{t_{0}+T}{i^{2}(t)}Rdt.}
Przekształcając to równanie, dochodzi się do poszukiwanej wartości prądu stałego:
(6) {\displaystyle I={\sqrt {{\frac {1}{T}}\int \limits _{t_{0}}^{t_{0}+T}{i^{2}(t)}dt}}.}
Długość przedziału całkowania {\displaystyle T} powinna być równa okresowi sygnału lub być jego całkowitą wielokrotnością.
Analogicznie dochodzi się do wartości skutecznej napięcia. Wartość skuteczna {\displaystyle U_{S}} sygnału {\displaystyle u(t)} jest to średnia kwadratowa wartość tego sygnału.
Dla sygnału sinusoidalnego o wartości maksymalnej {\displaystyle I_{max}} zachodzi zależność:
(7) {\displaystyle I={\frac {I_{max}}{\sqrt {2}}}.}
Dla innych sygnałów (np. zniekształconych) ta zależność nie musi być spełniona.
Cyfrowe mierniki elektryczne podają zwykle wartość skuteczną sygnału (nie maksymalną). W prostszych rozwiązaniach jest ona wyliczana z zależności (7), a poprawny wynik otrzymywany jest jedynie dla przebiegów sinusoidalnych. Mierniki wyższej klasy pozwalają na pomiar wartości skutecznej przebiegów odkształconych, a obliczają ją z zależności (6). Mierniki takie są zwykle opisane jako „true RMS”, co oznacza, że mierzą rzeczywistą („prawdziwą”) wartość skuteczną, jednak są dużo droższe.
Relacja wartości skutecznej sygnału do jego średniej arytmetycznej {\displaystyle {\bar {u}}} i odchylenia standardowego {\displaystyle \sigma _{u}} jest następująca:
{\displaystyle u_{\mathrm {S} }^{2}={\bar {u}}^{2}+\sigma _{u}^{2}.}